# Cop Land
Cop Land (bra: Cop Land; prt: Copland - Zona Exclusiva) é um filme norte-americano de 1997 realizado por James Mangold, do gênero drama, suspense e policial, que traz em seus papéis principais grandes estrelas do cinema como Sylvester Stallone, Robert De Niro, Harvey Keitel e Ray Liotta. A produção do filme é de Cathy Konrad, Ezra Swerdlow e Cary Woods.

## Elenco
- Sylvester Stallone (Xerife Freddy Heflin)
- Harvey Keitel (Ray Donlan)
- Ray Liotta (Gary "Figgsy" Figgis)
- Robert De Niro (Tenente Moe Tilden)
- Peter Berg (Joey Randone)
- Janeane Garofalo (Cindy Bretts)
- Robert Patrick (Jack Duffy)
- Michael Rapaport (Murray "Superboy" Babitch)
- Annabella Sciorra (Liz Randone)
- Noah Emmerich (Deputado Bill Geisler)
- Cathy Moriarty (Rose Donlan)
- John Spencer (Leo Crasky)
- Frank Vincent (Vincent Lassaro)
- Malik Yoba (Detetive Carson)
- Arthur J. Nascarella (Frank LaGunda)
- Edie Falco (Berta)